# مشروع التاريخ الشفهي للمرأة السوداء
مشروع التاريخ الشفهي للمرأة السوداء هو مشروع يتكون من مقابلات مع 72 سيدة أمريكية من أصل إفريقي أجريت في الفترة بين عامي 1976 و1981، وأجري المشروع تحت رعاية مكتبة شليزنجر التابعة لـ كلية رادكليف، والمعروفة حاليًا باسم معهد رادكليف للدراسات المتقدمة.

## الخلفية التاريخية للمشروع
بدءًا من عام 1977، نسقت روث إدموندز هيل وكرست نفسها لإنجاز المشروع وخلق الوعي بالمعلومات الغنية الواردة في النصوص. وقد بدأ المشروع بهدف تسجيل حياة وقصص النساء اللواتي من أصل إفريقي، حيث إن كثيرات منهن بالفعل في عمر السبعينيات والثمانينيات والتسعينيات. وبناءً على توصية من الدكتور ليتيسيا وودز وبراون، أستاذ التاريخ بجامعة جورج واشنطن، وبتمويل من مؤسسة روكفلر، بدأ المشروع لمعالجة ما أشارت إليه الدكتورة براون بعدم كفاية توثيق قصص النساء الأمريكيات من أصل إفريقي في مكتبة شليزنجر وفي مراكز الأبحاث الأخرى.
هذا ويستهدف المشروع قطاعًا عريضًا من النساء اللاتي قدمن مساهمات كبيرة للمجتمع الأمريكي في النصف الأول من القرن العشرين. وكانت العديدات ممن أجرين المقابلة يعملن في مجالات مثل التعليم والحكومة والفنون والأعمال التجارية والطب والقانون والعمل الاجتماعي. وقد جمعت أخريات بين رعاية عائلاتهن والعمل التطوعي على المستوى المحلي والإقليمي والوطني. وتناولت معظم المقابلات موضوعات مثل الخلفية الأسرية والتعليم والتدريب والعمل والأنشطة التطوعية والأسرة والحياة الشخصية. وقد كان الهدف إعطاء الضيفة فرصة لاستكشاف التأثيرات والأحداث التي شكلت حياتها والتفكير فيها.

## المشاركات
كان من بين المشاركات ملنيا كاس وزلما جورج ودورثي هايت وكوين ماذر مور وروزا باركس وإيذر ماي سكوت وموريل سنودن ودورثي ويست. وقد تضمن المجلد 2 من العمل المنشور محادثات مع ساديا ألكسندر وإليزابيث باركر وإيتا موتن بارنت.
بينما يتضمن المجلد 3 مقابلات مع خوانيتا كرافت وأليس دونيجان وإيفا دايكس، وضم المجلد 10 تشارلزيتا وادلس ودورثي ويست وآدي ويليامز.
يذكر أن جميع هذه المقابلات متاحة للبحث باستخدام المواد المحولة رقميًا، باستثناء التالي: ميرز تيت التي لم تكتمل مقابلتها بعد، وخمس لقاءات ستبقى مغلقة حتى عام 2027 مع كل من: كاثلين أدمز ومارجريت ووكر ولوسي ميتشل وروث تمبل وإيرا بيل ثومبسون.

## المنهجية
تم تسجيل المقابلات على شريط صوتي وتم نسخها، وأعطيت كل ضيفة فرصة لتعديل وتصحيح النص قبل الطباعة النهائية. وتمت أرشفة كل من المحاضر والأشرطة الصوتية وحفظت في مكتبة شليزنجر.
كما حفظت نسخ من هذه المواد في مجموعة سوفيا سميث في كلية سميث وتشمل الدليل المنشور للنصوص؛ فضلاً عن ملخص لحياة كل امرأة، وأهم الموضوعات التي تناولتها المقابلة، بالإضافة إلى الفهرس.
وعلاوة على ذلك، تمت رقمنة المقابلات والنصوص، وهي الآن متوفرة على موقع مجموعة مكتبة شليزنجر مشروع التاريخ الشفهي للمرأة السوداء يجد العون.

## المشروعات ذات الصلة
في عام 1981، عرضت جوديث سيدويك رسم لوحات لعدد من الضيفات، وفيما بعد وبالاستعانة بمزيد من التمويل، تم تصوير المزيد. وكانت النتيجة مجموعة من الصور المذهلة، التي أصبحت معرضًا متنقلاً، عرضت لأول مرة عام 1984 في مكتبة نيويورك العامة. كما أن جميع هذه الصور مفهرسة في قاعدة بيانات الوصول المرئي للمعلومات (VIA) نسخة محفوظة 9 مايو 2013 على موقع واي باك مشين. ومتاحة للعرض كمجموعة تحت عنوان «التاريخ الشفهي للمرأة السوداء».

## وصلات خارجية
- Interviews of the Black Women Oral History Project. *Schlesinger Library, Radcliffe Institute, Harvard University.
- Black Women Oral History Project. Sophia Smith Collection. Smith College. Five Colleges Archive and Manuscript Collection.